# ブラックマンバ (格闘家)
ブラックマンバ（Black Mamba、1979年3月24日 - ）は、カナダの男性総合格闘家。インド系カナダ人｡ブリティッシュコロンビア州ポートムーディ出身。マンバMMA主宰。元SuperBrawlライト級王者。
手足が長く、その長いリーチを活かし、ムエタイ仕込みの跳び膝蹴りのカウンターやパウンドなどの打撃を武器とする。
元々は本名で戦っていたが、2005年のK-1参戦以降は「ブラックマンバ」のリングネームで、タイガー・ジェット・シンを思わせる異色のキャラクターで登場。
なお、ニックネームは「インドの毒蛇」であるが、ブラックマンバはアフリカ生息の毒蛇の名前で、インドともカナダとも関係は無い。

## 来歴
ムエタイと総合格闘技を学び、2001年に総合格闘技デビュー。
2005年7月3日、初参戦となった修斗で杉江"アマゾン"大輔と対戦し、三角絞めで一本負け。
2005年8月、ラスベガスで行われたHERO'Sのトライアウトに挑戦。そこで打撃のセンスが注目され、急遽、同年10月のK-1 WORLD MAX 2005への参戦が決定。HAYATOにKO負けを喫したものの、ダウンを奪った。これは本人によると、6年ぶりの立ち技の試合だったという。
2006年5月3日、HERO'Sミドル級（-70kg）世界最強王者決定トーナメント1回戦で所英男と対戦。開始43秒右膝蹴りでTKO勝ちを収めた。
2006年8月5日に行われた準々決勝では、宇野薫を得意の膝蹴りで流血に追い込むが、2Rにチョークスリーパーで一本負けを喫した。
2007年3月12日、HERO'S 2007 開幕戦 〜名古屋初上陸〜で宮田和幸と対戦し、変形チョークスリーパーにより一本負け。
2007年7月16日、HERO'S 2007 ミドル級世界王者決定トーナメント開幕戦で所英男と再戦。試合前に「絶対に所を病院送りにしてやる! 絶対に優勝してやる!!」と宣言。足関節を狙う所の攻撃を凌ぎつつバックポジションをとり、そのままパウンドでTKO勝ちを収めた。
2007年9月17日、HERO'S 2007 ミドル級世界王者決定トーナメントの準決勝で宇野薫と対戦予定であったが、練習中に頸椎を損傷し全治6か月の重傷を負ったため欠場した。
2008年3月15日、DREAM.1のライト級グランプリ1回戦で川尻達也と対戦し、0-3の判定負け。7月21日、DREAM.5のリザーブマッチでヨアキム・ハンセンと対戦し、腕ひしぎ十字固めで一本負け。
2008年10月1日、K-1 WORLD MAX 2008 FINALで3年ぶりにK-1参戦。トーナメントリザーブファイトでブアカーオ・ポー.プラムックと対戦し、1R右フックでKO負け。

## 人物・エピソード
- カナダの刑務所で監視官の仕事をしながら、トレーニングを行っている[3]。

## 戦績

### 総合格闘技
| 総合格闘技 戦績 | 総合格闘技 戦績 | 総合格闘技 戦績 | 総合格闘技 戦績 | 総合格闘技 戦績 | 総合格闘技 戦績 | 総合格闘技 戦績 |
| --------------- | --------------- | --------------- | --------------- | --------------- | --------------- | --------------- |
| 20 試合         | (T)KO           | 一本            | 判定            | その他          | 引き分け        | 無効試合        |
| 12 勝           | 5               | 6               | 1               | 0               | 0               | 0               |
| 8 敗            | 0               | 7               | 1               | 0               | 0               | 0               |

| 勝敗 | 対戦相手             | 試合結果                           | 大会名                                                                                                  | 開催年月日     |
| ○    | アミール・ワーマン   | 1R 4:39 TKO（パンチ連打）          | Super Fight League 4                                                                                    | 2012年10月12日 |
| ○    | クィントン・アレンゼ | 1R 0:51 KO（パウンド）             | Super Fight League 3                                                                                    | 2012年5月6日   |
| ×    | ヨアキム・ハンセン   | 1R 2:33 腕ひしぎ十字固め           | DREAM.5 ライト級グランプリ2008 決勝戦 【ライト級グランプリ リザーブマッチ】                             | 2008年7月21日  |
| ×    | 川尻達也             | 2R（10分/5分）終了 判定0-3         | DREAM.1 ライト級グランプリ2008 開幕戦 【ライト級グランプリ 1回戦】                                      | 2008年3月15日  |
| ○    | 所英男               | 1R 4:47 TKO（パウンド）            | HERO'S 2007 ミドル級世界王者決定トーナメント開幕戦 【ミドル級トーナメント 1回戦】                       | 2007年7月16日  |
| ×    | 宮田和幸             | 1R 3:38 変形チョークスリーパー     | HERO'S 2007 開幕戦 〜名古屋初上陸〜                                                                     | 2007年3月12日  |
| ×    | ホドリゴ・ダム       | 2R 2:11 チョークスリーパー         | BodogFight: Clash of the Nations                                                                        | 2006年12月16日 |
| ×    | 宇野薫               | 2R 3:30 チョークスリーパー         | HERO'S 2006 ミドル&ライトヘビー級世界最強王者決定トーナメント準々決勝 【ミドル級トーナメント 準々決勝】 | 2006年8月5日   |
| ○    | 所英男               | 1R 0:43 TKO（右膝蹴り）            | HERO'S 2006 ミドル級世界最強王者決定トーナメント開幕戦 【ミドル級トーナメント 1回戦】                   | 2006年5月3日   |
| ×    | 杉江"アマゾン"大輔   | 1R 1:42 三角絞め                   | 修斗 SHOOTO GIG CENTRAL Vol.8                                                                           | 2005年7月3日   |
| ○    | ハリス・サリエント   | 3R 2:15 チョークスリーパー         | SuperBrawl 39: Destiny 【SuperBrawlライト級王座決定戦】                                                 | 2005年4月9日   |
| ×    | ファビオ・ホーランダ | 1R 3:00 チキンウィングアームロック | TKO 17: Revenge                                                                                         | 2004年9月25日  |
| ○    | デイブ・リーバス     | 2R 1:10 チョーク                   | PXC 2: Chaos                                                                                            | 2004年5月22日  |
| ○    | ドナルド・ウィメ     | 1R 1:51 チョークスリーパー         | UCC 12: Adrenaline                                                                                      | 2003年1月25日  |
| ○    | ケビン・ドーラン     | 1R 2:03 TKO                        | MFC: Unplugged 1                                                                                        | 2002年11月29日 |
| ○    | デイブ・スコルテン   | 1R 2:06 チョークスリーパー         | World Freestyle Fighting 3                                                                              | 2002年10月25日 |
| ×    | イーブス・エドワーズ | 2R 2:49 ヒールホールド             | Shogun 1                                                                                                | 2001年12月15日 |
| ○    | トレバー・ミカエリス | 1R チョークスリーパー              | UFCF: Everett Extreme Challenge 4                                                                       | 2001年11月10日 |
| ○    | ダン・シェンク       | 1R チョークスリーパー              | Western Freestyle Championships                                                                         | 2001年9月15日  |
| ○    | JR・ウォレス         | 3R終了 判定3-0                     | Western Canada's Toughest                                                                               | 2001年7月13日  |

### キックボクシング
| 勝敗 | 対戦相手                    | 試合結果               | 大会名                                                                      | 開催年月日     |
| ×    | ブアカーオ・ポー.プラムック | 1R 2:18 KO（右フック） | K-1 WORLD MAX 2008 World Championship Tournament FINAL 【リザーブファイト】 | 2008年10月1日  |
| ×    | HAYATO                      | 2R 0:40 KO（右フック） | K-1 WORLD MAX 2005 〜世界王者対抗戦〜                                       | 2005年10月12日 |

## 獲得タイトル
- 初代SuperBrawlライト級王座（2005年）